# Buccinulum pallidum
Buccinulum pallidum is een slakkensoort uit de familie van de Buccinidae. De wetenschappelijke naam van de soort is voor het eerst geldig gepubliceerd in 1928 door Finlay.